# Cérémonie de la première sortie
 (octobre 2016).
Améliorez-le ou discutez des points à vérifier. 
 (mai 2013).
Si vous disposez d'ouvrages ou d'articles de référence ou si vous connaissez des sites web de qualité traitant du thème abordé ici, merci de compléter l'article en donnant les références utiles à sa vérifiabilité et en les liant à la section « Notes et références ».
La Cérémonie de la première sortie est un rite de passage pratiqué par les Attikameks et les Cris du Québec.
Des rites de passage sont observés dans toutes les cultures à travers le monde, et ce depuis la nuit des temps. Avant l’arrivée de Jacques Cartier au Québec en 1534, les Amérindiens pratiquaient des rites de passage. Les Cris et les Attikameks appartiennent à la grande famille linguistique algonquienne. Ils pratiquent entre autres sept différents rites de passage rattachés à l’enfance. L’un de ceux-ci, la Cérémonie de la première sortie, permet aux familles de présenter un jeune enfant à la communauté en célébrant ses premiers pas.
Dans ce texte, vous trouverez le déroulement de ce rite de passage et l’analyse de la cérémonie.

## Préparatifs
Tôt le matin, la famille prépare le festin qui sera servi à la fin de la cérémonie. On y prépare de la viande de première qualité : de l’oie, de l’orignal et d’autres viandes sauvages. Toutes les personnes de la communauté en relation avec l'enfant sont invitées à l'évènement qui se veut un moment de réjouissance.
Selon un plan bien précis, à la porte d'une tente spécialement érigée à cet effet, les parents tracent un chemin avec des branches de sapin qu’ils déposent jusqu’à un sapin qu'ils ont décoré. Au pied de l’arbre, ils déposent des objets : un sac dans lequel ils ont placé des biscuits, des fruits, du tabac et des jouets (des fusils, parfois des arcs et des flèches pour les garçons ; des haches pour les filles). Les parents ont placé au pied de l'arbre du gibier tel que de l’oie, du castor et d'autres viandes qui seront servies plus tard.
Les spectateurs s’installent tout le long de ce chemin afin d’assister à ce moment significatif pour la famille et la communauté. Au début de la cérémonie, l’officiant chargé de pratiquer le rituel invite les grands-parents, le parrain et la marraine à se réunir sous la tente où se trouvent déjà l’enfant et ses parents.

## Déroulement de la cérémonie
Lorsque le moment est venu, chez les Attikameks, le parrain ou la marraine et, chez les Cris, le parent du même sexe qui guide l’enfant vers la sortie de la tente, puis jusqu’à l’arbre. Arrivé à l’arbre, l’enfant est invité à prendre un jouet et simuler l’activité qui est propre à son sexe : la chasse pour les garçons et la coupe du bois pour les filles. Occasionnellement, il y a une vraie carabine au pied de l'arbre. Si c'est le cas, à l’aide de l'adulte, le petit garçon pourra pratiquer son tout premier tir à la carabine. Pour la petite fille, l'adulte l’aide à prendre la hache. Ensemble, elles simulent la coupe de bois et ramassent les buches placées auparavant au pied du sapin.
Ensuite, l’enfant retourne vers la tente en y rapportant le sac et le gibier qui se trouvaient sous l’arbre. C’est un moment apprécié par les invités puisque l’enfant, chancelant et maladroit, ne comprend pas très bien ce qui arrive. En de nombreuses occasions, il vide le contenu de son sac par terre et il commence à manger ce qu'il y découvre.
Lorsque l'enfant regagne finalement la tente, les grands-parents qui y sont restés le saluent. Toujours guidé par son adulte accompagnateur, l’enfant est présenté à chacun des invités. Par la suite, il partage le contenu du sac, du moins ce qui en reste, avec les invités. Ceux-ci le remercient d’avoir apporté un si bon repas.
Finalement, la fête se termine par le festin qui a demandé de nombreuses heures de préparation. Lors du repas, ce sont les enfants et les aînés qui sont servis en premier

## Analyse
« Quel qu’en soit le rituel, il faut le considérer comme un processus historique et dynamique ancré dans une mémoire collective, produit socialement et construit culturellement, agissant de manière significative et holistique sur le milieu. » Ce rituel permet de mettre en valeur les rôles traditionnels véhiculés par la communauté, soit la chasse pour les garçons et la coupe du bois pour les filles.
Lors de ce rituel, on accorde une importance aux pieds, les parents confectionnent des mocassins spécialement pour l’évènement.
La cérémonie comporte trois dimensions : sociale, familiale et intergénérationnelle. Elle se veut sociale puisqu'elle est célébrée dans la communauté. Familiale puisqu’elle est organisée par les parents incluant le parrain et la marraine. Et finalement intergénérationnelle puisque les grands-parents y participent. La cérémonie vient souligner que l’enfant se dirige vers l’âge adulte, donc vers de plus grandes responsabilités. C’est également le passage d’un espace à un autre, la transition de la tente vers la forêt qui expriment les liens importants avec la chasse et les animaux. Il faut rappeler l’importance du cercle chez les autochtones puisque selon eux, les forces du monde procèdent toujours par des cercles et l’ensemble du monde tend vers les rondeurs telles que les planètes et les astres. Le circuit évoque la chasse perçue comme un périple, alors que la porte symbolise la séparation entre deux mondes : intérieur (feu) et extérieur (arbre) qui sont en relation avec le monde des esprits. L’arbre et le feu en sont des intermédiaires avec le monde humain,.
Les moyens mis en place par le gouvernement canadien en 1840 en vue de favoriser l'assimilation des peuples des Premiers Nations ont diminué les pratiques des rites de passage dans les communautés autochtones. La Cérémonie de la première sortie est toutefois encore célébrée chez les Attikameks et les Cris du Québec.